# Sisymbrium runcinatum
Sisymbrium runcinatum är en korsblommig växtart som beskrevs av Mariano Lagasca y Segura och Dc. Enligt Catalogue of Life ingår Sisymbrium runcinatum i släktet gatsenaper och familjen korsblommiga växter, men enligt Dyntaxa är tillhörigheten istället släktet gatsenaper och familjen korsblommiga växter. Arten förekommer tillfälligt i Sverige, men reproducerar sig inte. Inga underarter finns listade i Catalogue of Life.

## Bildgalleri

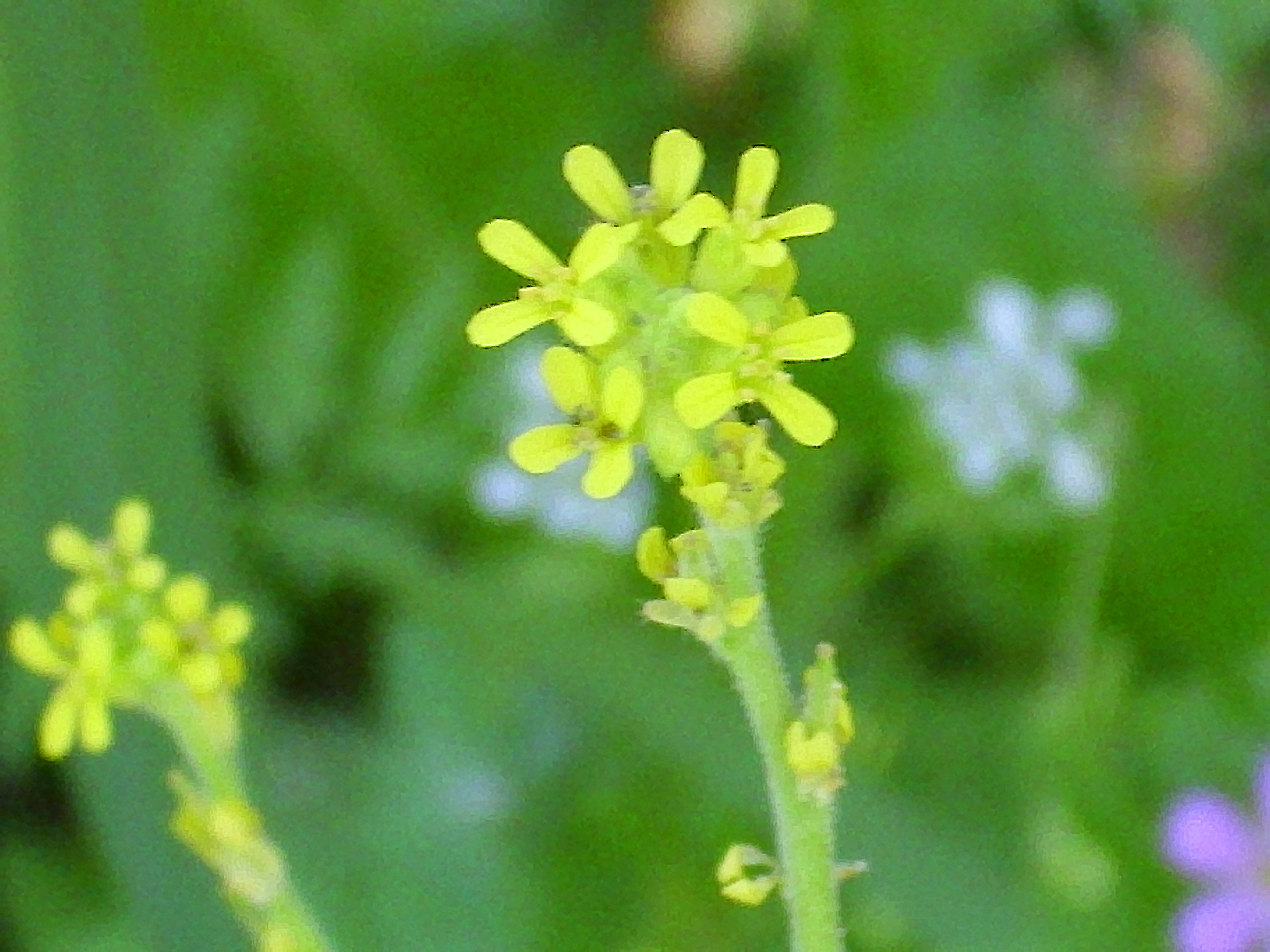
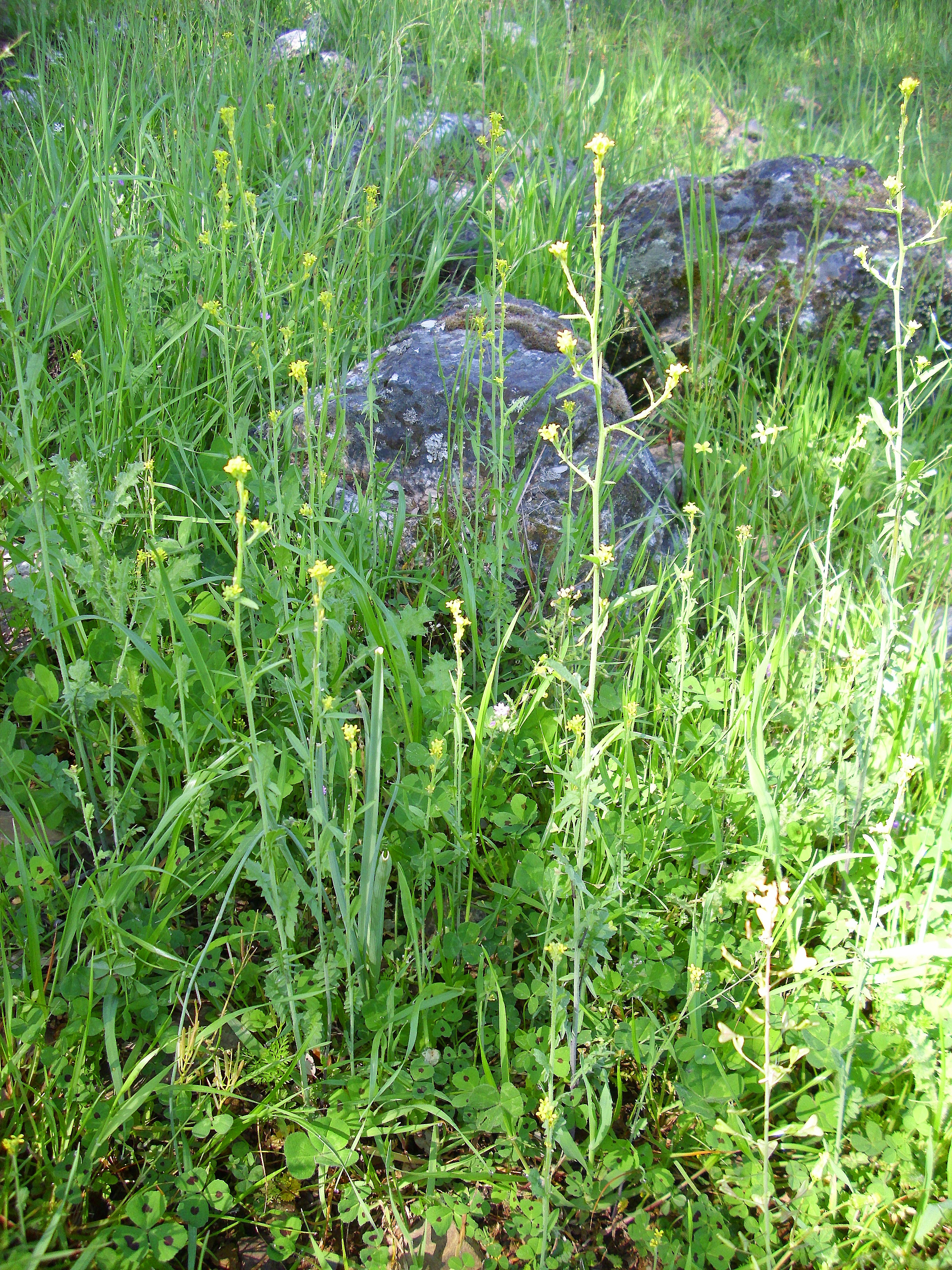
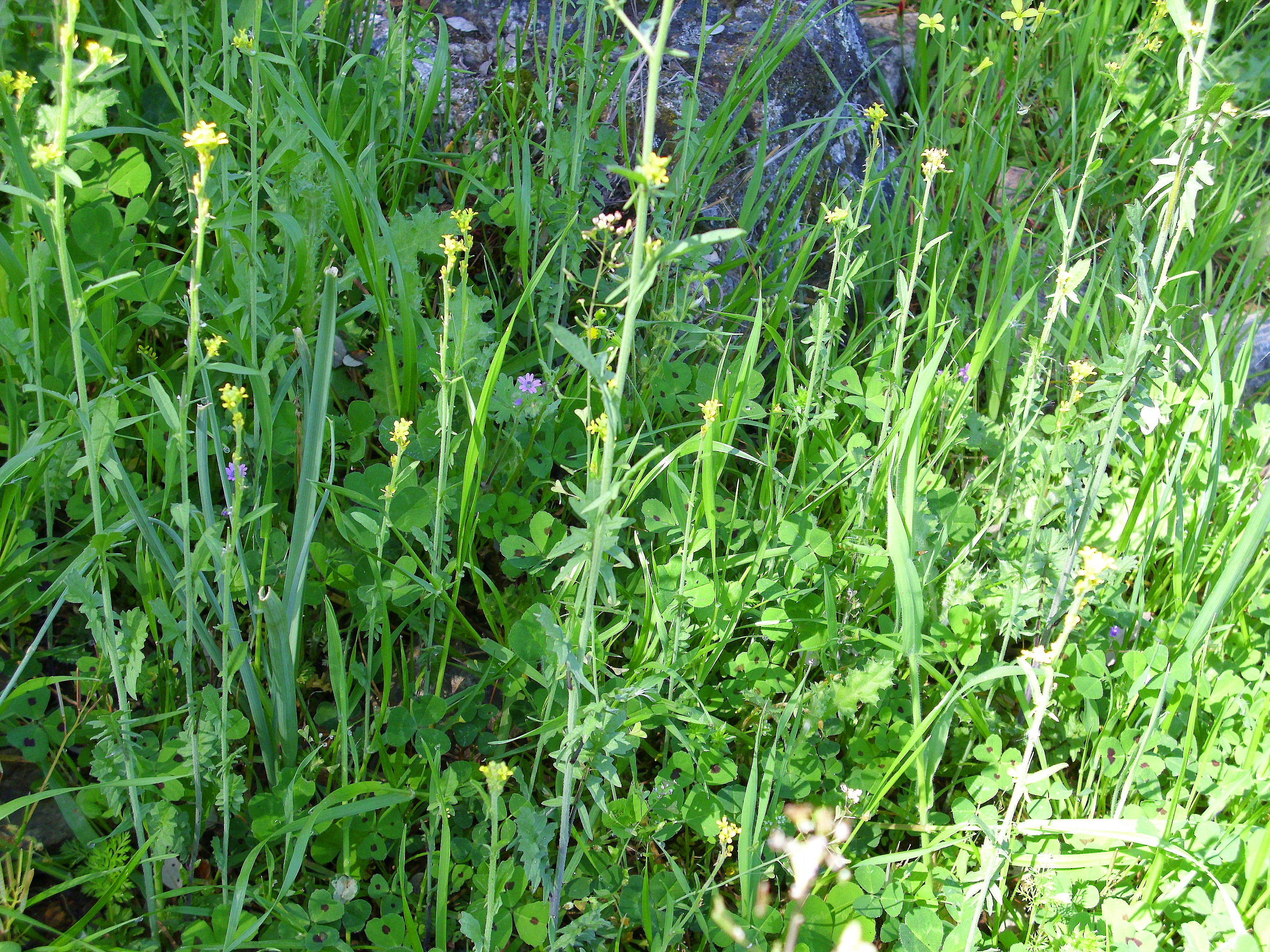